# Rue des Pruniers
La rue des Pruniers est une voie du 20e arrondissement de Paris, en France.

## Situation et accès
La rue des Pruniers est une voie publique située dans le 20e arrondissement de Paris. Elle débute voie EA/20 et se termine au 21, avenue Gambetta.

## Origine du nom
Cette voie doit son nom à une plantation de pruniers.

## Historique
Cette voie est ouverte en 1856 sous la dénomination d'« impasse des Pruniers ». Elle est ensuite dénommée « passage des Pruniers » avant de prendre sa dénomination actuelle.